# Sillé-le-Philippe
Sillé-le-Philippe – miejscowość i gmina we Francji, w regionie Kraj Loary, w departamencie Sarthe.
Według danych na rok 1990 gminę zamieszkiwały 803 osoby, a gęstość zaludnienia wynosiła 76 osób/km² (wśród 1504 gmin Kraju Loary Sillé-le-Philippe plasuje się na 671. miejscu pod względem liczby ludności, natomiast pod względem powierzchni na miejscu 983.).